# Flor silvestre

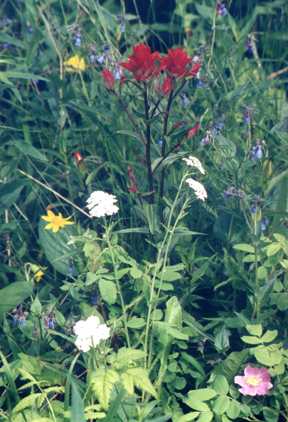
Cinco especies de flores silvestres

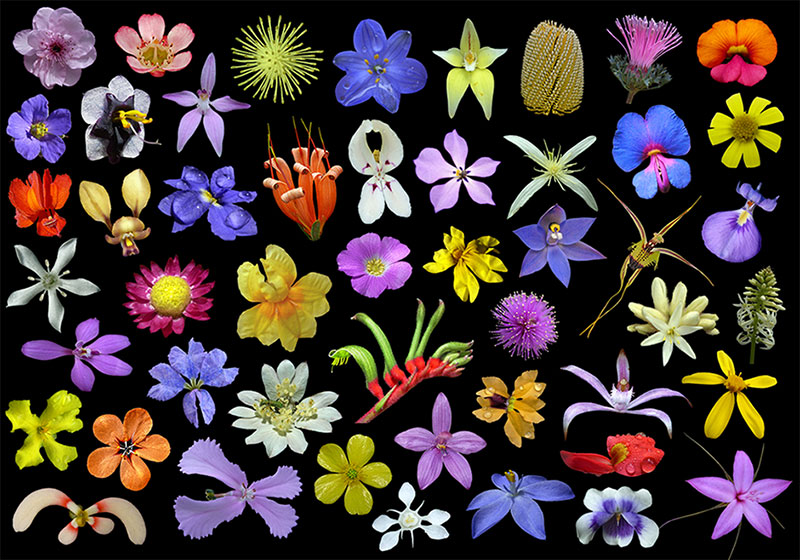
Flores silvestres De Australia Occidental

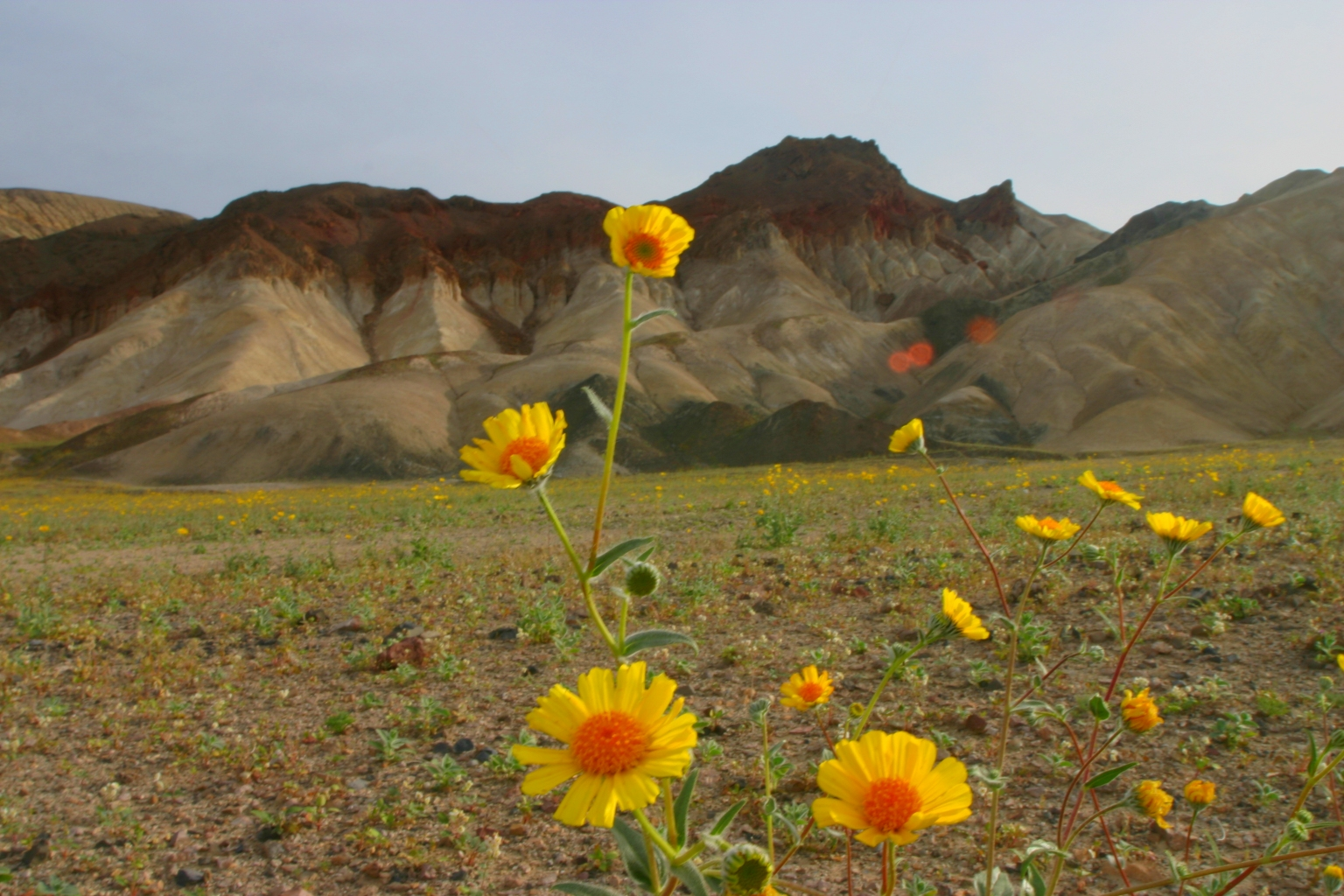
Flores silvestres En Parque nacional del Valle de la Muerte

Una flor silvestre es una flor que crece en estado salvaje, lo que significa que no fue sembrada o plantada intencionalmente. Sin embargo, las praderas de flores silvestres de algunas especies mixtas se venden en paquetes de semillas. El término implica que la planta probablemente no es híbrida ni un seleccionado cultivar Que es en cualquier forma diferente de la forma en que aparece en la naturaleza como una planta nativa, incluso si está creciendo donde no sería natural. El término puede referir a la planta en floración globalmente, cuando no en floración, y no solo a la flor.
"Flor salvaje" No es un término exacto. Términos como especies nativas (que ocurren naturalmente en la zona, véase flora), exótico o, mejor especie introducida (Que no ocurren naturalmente en el área), de los cuales algunos están etiquetados especies introducidas (Que superan a otras plantas, sean o no nativas), importadas (introducidas en un área deliberadamente o accidentalmente) y naturalizadas (introducidas en un área, pero ahora consideradas por el público como nativas) son mucho más precisas.
En el Reino Unido, la organización Plantlife International instituyó el "Country Flowers scheme" en 2002, por lo que miembros del público nominaron y votaron por un emblema de flores silvestres para su condado. El objetivo era difundir la conciencia sobre el patrimonio de las especies nativas y sobre la necesidad de conservación, ya que algunas de estas especies están en peligro de extinción. Por ejemplo, Somerset ha adoptado el Cheddar Rosa (Dianthus gratianopolitanus), Londres la Adelfa Willowherb (Chamerion angustifolium) y Denbighshire/Señor Ddinbych en Gales la Caliza rara Woundwort (Stachys alpina).